# Wolfgang Panuschka
Wolfgang Panuschka (* 3. September 1942 in Vöcklabruck) ist ein österreichischer Bildhauer, Maler, Grafiker und Restaurator.

## Leben und Wirken
Panuschka absolvierte von 1961 bis 1970 die Ausbildung zum Bildhauer und Restaurator an der Akademie der bildenden Künste Wien bei Hans Andre, Helmut Kortan und Joannis Avramidis und betrieb Studien der Architektur an der Technischen Universität Wien.
Er spezialisierte sich in der Folge auf die Restaurierung von Stuck und Fresken und erweiterte seine Fähigkeiten bei einem Auslandsaufenthalt in Florenz. Zwischen 1977 und 1984 arbeitete im Auftrag des Archäologischen Instituts der Universität Wien jeweils zwei Monate an der Restaurierung antiker Fresken in Ephesos.
Neben Restaurierungsaufträgen widmete er sich der Malerei mit Öl, Acryl und Aquarell und der Herstellung von Kleinplastiken aus Eisen, Kunststoff, Holz und Papier.
Das Atelier des freischaffenden Künstlers befindet sich im Mennerhaus in Zell am Pettenfirst, wo gelegentlich auch Atelierfeste stattfinden. Er präsentiert seine Werke in Einzel- und Gemeinschaftsausstellungen im In- und Ausland. Er ist Mitglied im Oberösterreichischen Kunstverein. Panuschka ist seit 1976 mit Gertrude verheiratet.

## Restaurierungen (Auswahl)
- Restaurierung der Fresken von 14 Kreuzwegstationen in der Pfarre Regau (2009)
- Restaurierung von Fresken im Unteren Stadtturm von Vöcklabruck (1991)
- Mitwirkung an der Restaurierung von Fresken im Gartenpavillons im Stift St. Florian (1985/86)
- Mitwirkung an der Restaurierung von Fresken in der Bürgerspitalskirche in Enns (1972)